# گابور بندک
گابور بندک (انگلیسی: Gábor Benedek؛ زادهٔ ۲۳ مارس ۱۹۲۷) ورزشکار پنج‌گانه مدرن اهل مجارستان بود.
وی در مسابقات کشوری و بین‌المللی در مجموع برندهٔ ۳ مدال طلا، ۱ مدال نقره شده‌است.